# Francisco Echagüe
Francisco Echagüe y Santoyo (Alfaro, 15 de enero de 1860 - San Sebastián, 13 de marzo de 1924) fue un general español, director de la Aeronáutica Militar.

## Biografía
En 1894, como capitán de ingenieros, formó parte de la expedición-embajada española, presidida por el general Martínez Campos, que viajó de Tánger a Mazagán y de aquí a Marrakech (denominado Marruecos por Echagüe) para entrevistarse con el Sultán Hasán I y poner fin a la guerra de Margallo (o Primera guerra del Rif), donde realizó un centenar largo de fotografías, de Marrakech en su mayor parte.
El 26 de octubre de 1907, por entonces teniente-coronel de ingenieros, fue nombrado «Ayudante de órdenes» del rey Alfonso XIII.
En julio de 1918, ya general, sucedió al general Julio Rodríguez Mourelo en la dirección de la Aeronáutica Militar.
Fue el promotor de la torre de control del aeródormo de Cuatro Vientos en julio de 1919.
El 13 de marzo de 1924 falleció en San Sebastián. Al día siguiente se celebró un sepelio en el Ayuntamiento de Alfaro al que acudieron numerosos vecinos.

## Obras
Francisco Echagüe escribió dos obras sobre sus viajes:
- Recuerdo del viaje de la embajada española a Marruecos en 1894. Madrid, España: Fototipia de Hauser y Menet. 1894.
- Un paseo por Argelia. Madrid, España: Imprenta del Memorial de Ingenieros. 1894.

## Legado
Fue tío del pintor Antonio Ortiz Echagüe y de José Ortiz Echagüe, fundador de Construcciones Aeronáuticas S.A.
Guecho, y Linares tienen una calle en su honor. En ambos casos el nombre de la vía es «calle General Echagüe» (en euskera: General Echague kalea en la forma bilingüe para Guecho).